# (37677) 1995 CA1
1995 CA1 (asteroide 37677) é um asteroide da cintura principal. Possui uma excentricidade de 0.13077870 e uma inclinação de 5.33292º.
Este asteroide foi descoberto no dia 3 de fevereiro de 1995 por Takao Kobayashi em Oizumi.